# Breweriopsis elegans
Breweriopsis elegans là một loài thực vật có hoa trong họ Bìm bìm. Loài này được Roberty mô tả khoa học đầu tiên năm 1952.